# For Tonight We Might Die
For Tonight We Might Die (littéralement : « car nous pourrions mourir ce soir ») est le premier épisode de la série télévisée britannique Class, spin-off de la série de science-fiction Doctor Who. Il est diffusé originellement sur BBC Three le 22 octobre 2016.

## Distribution
- Katherine Kelly : Mlle Quill
- Greg Austin : Charlie Smith
- Fady Elsayed (en) : Ram Singh
- Sophie Hopkins : April MacLean
- Vivian Oparah (en) : Tanya Adeola
- Peter Capaldi : Douzième Docteur
- Jordan Renzo (en) : Matteusz Andrzejewski
- Nigel Betts (en) : M. Armitage

## Résumé
Mlle Quill et Charlie Smith, des réfugiés extra-terrestres, se cachent au lycée Coal Hill et se font passer respectivement pour une enseignante et un élève. Mais, lorsque le peuple de l'Ombre (les « Shadow Kin ») envahissent l'établissement et tuent des élèves, Charlie est obligé de révéler à April, Tanya, Ram et Matteusz leur véritable identité : lui et Quill sont les derniers survivants d'une guerre extra-terrestre, pendant laquelle il était Prince, et elle son esclave (ce qui est toujours le cas). Lors de la soirée du bal de promo, le peuple de l'Ombre apparaissent en passant par une faille dans l'espace-temps, tuent Rachel, la petite amie de Ram, et coupent une jambe à ce dernier. C'est alors que Le Docteur, qui avait sauvé Charlie et Quill et qui les avait amené à Coal Hill, arrive pour vaincre le peuple de l'Ombre. Il ne pourra que les renvoyer dans la faille, qu'il n'a fermé que d'une façon temporaire. Il demande alors à Mlle Quill et ses élèves de protéger l'école, qui est devenue une sorte de « phare » dans l'espace-temps. Comme conséquences de l'épisode, April partage son cœur avec Corakinus, le roi du peuple de l'Ombre, et le Docteur installe à Ram une jambe robotique.

### Continuité
- Nigel Betts reprend le rôle de M. Armitage, qu'il avait déjà joué dans l'épisode Le Gardien de Doctor Who, en 2014.
- À la fin de l'épisode, lorsque le Docteur regarde le tableau en mémoire des personnes disparues ayant étudié ou travaillé à Coal Hill, on y retrouve plusieurs noms familiers : Susan Foreman, la petite-fille du Docteur, Clara Oswald, compagne du Docteur entre 2013 et 2015, et Danny Pink, petit-ami de Clara Oswald. Tous les deux étaient professeurs (de littérature anglaise et de mathématiques).
- Le Docteur avait déjà mentionné sa passion pour les fléchettes lors de l'épisode Descente au paradis en 2015, où il disait même faire partie d'une équipe de fléchettes avec les frères Grimm.